# East End (Arkansas)
East End é uma Região censo-designada localizada no estado americano de Arkansas, no Condado de Saline.

## Demografia
Segundo o censo americano de 2000, a sua população era de 5623 habitantes.

## Geografia
De acordo com o United States Census Bureau, a localidade tem uma área de 52,7 km², dos quais 52,1 km² cobertos por terra e 0,6 km² cobertos por água.

## Localidades na vizinhança
O diagrama seguinte representa as localidades num raio de 16 km ao redor de East End.